# Roßalm (Chiemgau)
Die Roßalm ist eine Alm im Ortsteil Sachrang der Gemeinde Aschau im Chiemgau. Die Roßalm gilt als die höchstgelegene Alm im Chiemgau.
Ein Gebäude der Roßalm steht unter Denkmalschutz und ist unter der Nummer D-1-87-114-132 in die Bayerische Denkmalliste eingetragen.

## Baubeschreibung
Die denkmalgeschützte Almhütte auf der Roßalm, der sog. Haiderkaser ist ein eingeschossiger Frackdachbau mit Bruchsteinmauerwerk und hölzernem Anbau, der in der ersten Hälfte des 19. Jahrhunderts errichtet wurde.
Weitere Bauten sind der Neue Kaser. Dieser wurde errichtet, nachdem 1950 und 1951 zwei baufällige Hütten abgerissen wurden. Nach dem Bau des Wohnteils zwischen 1951 und 1954 folgte die Fertigstellung des Stallteils 1961. Neben dem neuen Kaser befindet sich ein zusätzlicher Stadel.

## Heutige Nutzung
Die Roßalm ist bestoßen und von Ende Mai bis Ende September bewirtet. Übernachtungen werden nicht angeboten.

## Lage
Die Roßalm befindet sich im Geigelsteingebiet nördlich unterhalb des Roßalpenkopfes auf einer Höhe von 1680 m ü. NN.